# Samuel Klingenstierna
Samuel Klingenstierna (Linköping, 18 de agosto de 1698 - Estocolmo, 3 de noviembre de 1765) fue un matemático y físico sueco, introductor del cálculo infinitesimal en Escandinavia
Hijo de un comandante del ejército sueco y nieto de un obispo apostólico, inició sus estudios en leyes en la Universidad de Upsala, pero pronto se inclinó por las matemáticas que, según creía, proporcionaban un pensamiento lógico riguroso, sobre todo después de haber estudiado a Euclides.
Entre 1727 y 1731 estuvo viajando por Europa, visitando sucesivamente Marburg (Christian Wolff), Basilea (Johann Bernoulli), París (Fontenele y Maupertuis) y, finalmente, Londres.
Al regresar a Uppsala toma posesión de la cátedra de matemáticas de la universidad por la que había competido con Anders Celsius, quien sería nombrado posteriormente catedrático de astronomía.  En tres ocasiones cupó el cargo de rector de la Universidad..
A partir de 1750 empezó a interesarse por un problema óptico: la aberración cromática de los telescopios y la posibilidad de construir lentes acromáticas. Klingenstierna, después de estudiar el trabajo de Euler sobre el tema, descubrió las inconsistencias que existían en la teoría de Newton y empezó una polémica sobre prioridad con el óptico británico John Dollond.
En 1752 fue nombrado preceptor del príncipe, futuro rey Gustavo III de Suecia. Una enfermedad le hizo dejar el cargo en 1764 y, al año siguiente moriría. La reina, agradecida por el trabajo realizado con su hijo, ordenó erigir un monumento funerario en la iglesia de Lovo.